# Карапетян, Марине Саргисовна
Марине Саргисовна Карапетян (3 марта 1991, Ереван) — армянская футболистка, полузащитница. Выступала за сборную Армении.

## Биография
В начале карьеры выступала на родине за команду «Колледж». В 2012 году перешла в российский клуб «Дончанка» (Азов). Дебютный матч в высшей лиге России сыграла 8 октября 2012 года против «Мордовочки», отыграв первые 61 минуты. Всего в ходе сезона 2012/13 приняла участие в 7 матчах высшей лиги России. Затем несколько лет играла в Армении за «Оменмен», а осенью 2017 года выступала в Грузии за «Мартве», в составе этого клуба принимала участие в матчах женской Лиги чемпионов. В 2018 году снова играла в России, провела 5 матчей в составе аутсайдера высшей лиги ижевского «Торпедо». В 2019 году выступает за армянский «Алашкерт», с этим клубом принимала участие в матчах еврокубков.
Выступала за юношескую и молодёжную сборные Армении. В национальной сборной в 2009—2012 годах сыграла в 19 отборочных матчах чемпионатов мира и Европы. В дальнейшем не выступала за сборную, так как команда была распущена.